# Centre pénitentiaire de Toulon-La Farlède
Le centre pénitentiaire de Toulon-La Farlède est situé à La Farlède dans le département du Var. Il est mis en service en 2004. L'établissement se trouve dans le ressort de la Cour d'appel d’Aix-en-Provence et du Tribunal de grande instance de Toulon.

## Présentation
Situé route de La Crau (D 554), quartier Castille, à La Farlède, ce centre pénitentiaire remplace la maison d’arrêt de Saint-Roch vétuste. Il est inauguré le 20 avril 2004 par le ministre de la Justice, Dominique Perben, et mis en service le 26 juin 2004.  L’architecte est Alain Bretagnolle du cabinet « Architecture Studio » à Paris.
Il comporte trois bâtiments : un centre de détention de 192 places et deux maisons d’arrêts de 180 places.
De plus, dans le bâtiment de la nef, un quartier pour quatorze personnes placées sous écrou, dix cellules d’isolement et dix cellules dans le quartier disciplinaire.
Les cellules individuelles d’une superficie de 10 m2, comme les cellules doubles de 13 m2, disposent d’un espace sanitaire avec douche.
La sécurité du centre pénitentiaire est assurée par un équipement comprenant une protection périmétrique (double enceinte, dispositifs de détection, équipements d’alarme) auxquelles s’ajoutent une vidéosurveillance de 60 caméras infrarouges, des barrières hyper fréquence, et la détection de volumes sur les façades. Les cours de promenade et le terrain de sport sont équipés de filets anti-évasion.